# Castroverde (kommunhuvudort)
Castroverde är en kommunhuvudort i Spanien.   Den ligger i provinsen Provincia de Lugo och regionen Galicien, i den nordvästra delen av landet, 400 km nordväst om huvudstaden Madrid. Castroverde ligger 580 meter över havet och antalet invånare är 3 218.
Terrängen runt Castroverde är kuperad åt nordost, men åt sydväst är den platt. Runt Castroverde är det ganska glesbefolkat, med 21 invånare per kvadratkilometer. Närmaste större samhälle är Lugo, 18,9 km väster om Castroverde. Omgivningarna runt Castroverde är en mosaik av jordbruksmark och naturlig växtlighet.